# Cultura de Kunda

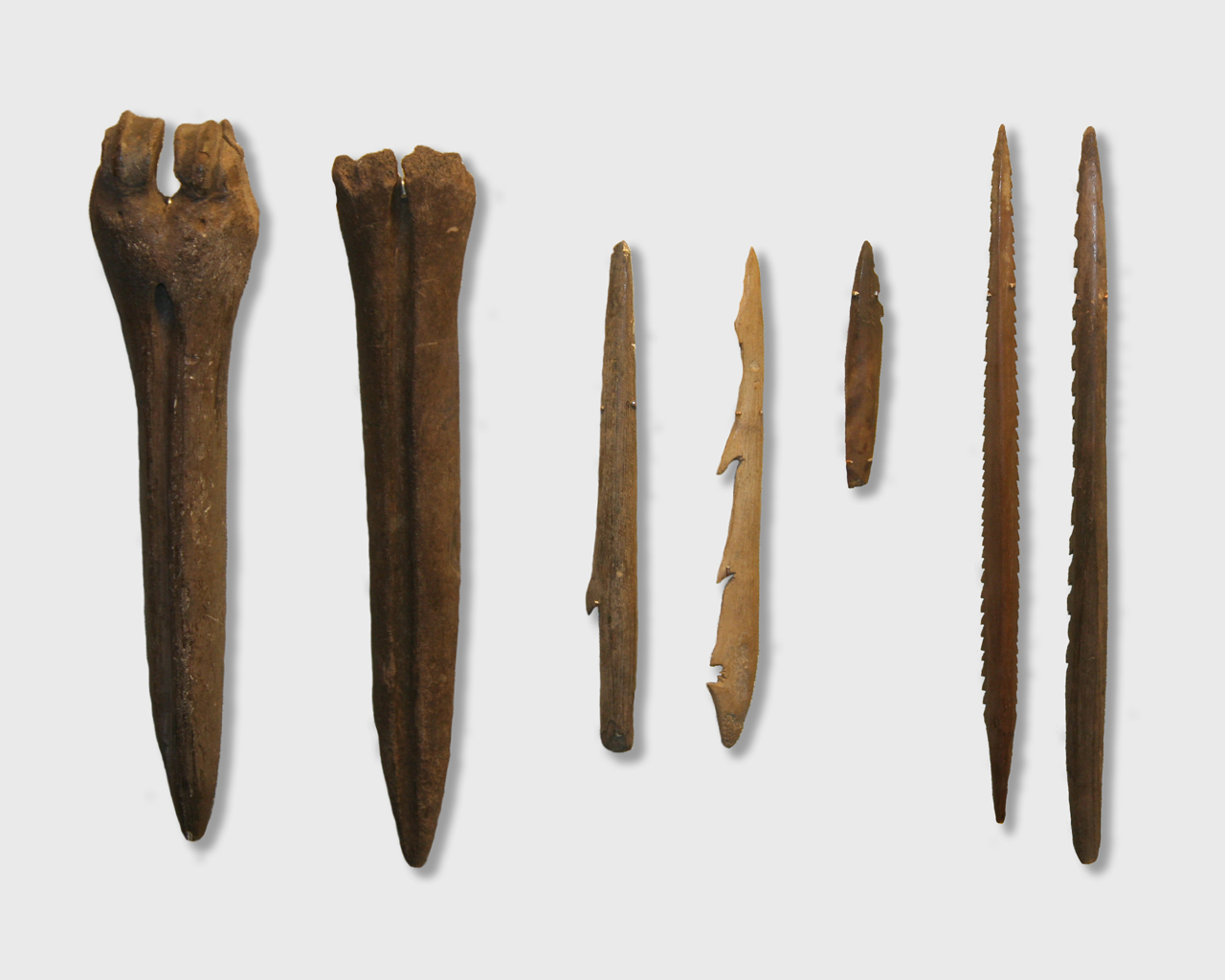
Eines de la cultura de Kunda.

La cultura de Kunda, que té les seves arrels en la cultura swideriense, fou una societat caçadora-recol·lectora mesolítica, de la zona forestal del Bàltic. Aquesta cultura es va estendre cap a l'est, a través de Letònia, Estònia, Lituània i el nord de Rússia, i data entre el mil·lenni IX aC i el mil·lenni V aC (datació basada en el carboni 14). Porta el nom de la ciutat estoniana de Kunda, uns 110 quilòmetres a l'est de Tallin, al Golf de Finlàndia, prop d'on es va descobrir el primer assentament estudiat àmpliament.
La majoria dels assentaments de Kunda es troben a prop de la vora dels boscos, al costat de rius, llacs o pantans. Els ants van ser àmpliament caçats, potser amb l'ajut de gossos entrenats per a la caça. També es té proves de la cacera de foques a les costes, i de la pesca als rius. Existeix una rica indústria òssia, especialment amb relació als arts de pesca. Les eines eren decorades amb dissenys geomètrics simples, que manquen de la complexitat de les comunitats contemporànies de la cultura Maglemosià, cap al sud-oest.
La cultura de Kunda va ser succeïda per la cultura de Narva, que utilitzaven la ceràmica i mostren alguns trets de la producció d'aliments.

## Localització d'assentaments
- Kunda, Estònia
- Pulli, Estònia
- Luga, Leningrad
- Pasieniai, Lituània
- Ristola, Finlàndia
- Velizh, Rússia
- Zvejnieki, Letònia